# 李明哲 (中国共产党)
李明哲（？—）是河北行唐人，中国共产党官员，曾任中国科学院长春光学精密机械研究所党委第一书记，后因杀害妻子而被判刑。

## 生平
李明哲1939年入伍参加中共领导的革命。中华人民共和国成立前，历任区长、区委书记、武工队长、县长、县委书记等职。1950年代初，调到中国科学院工作，历任中国科学院办公厅秘书处副处长、中国科学院人事局干部处副处长、中国科学院干部训练班主任兼沈阳办事处主任等职。1958年10月至1964年，任中国科学院长春光学精密机械研究所党委（以下简称“长春光机所”）第一书记兼副所长。
1962年12月15日，李明哲的妻子、吉林省科委人事科科长张荣在睡眠中逝世，年仅32岁。次日，张荣的遗体由吉林医科大学第二附属医院进行胸部、腹部局部解剖，未发现致死物。医院认为张荣可能是因睡眠中呕吐，食物进入气管造成窒息死亡；因未解剖脑、喉等部位，故不排除这些部位病变引起死亡。张荣随即安葬在长春烈士陵园。
1963年五一国际劳动节，李明哲与其绯闻女友、20岁的黄某结婚。他们到北京在北京饭店设婚宴，并在长春光机所修建新房，这引起所内议论。1963年6月底，长春光机所一位中共党员向中共吉林省科委党委反映李明哲有杀害妻子嫌疑等问题，中共吉林省监察委员会随即调查，但无进展。1964年8月，李明哲调到上海任长春光机所上海分所（后来更名为上海光学精密机械研究所）党总支书记兼副所长。
1965年四清运动中，李明哲被长春光机所列为重点清查对象。经吉林省、上海市与中国科学院有关部门协商，决定让李明哲回长春光机所参加四清运动。1965年7月，李明哲回到长春。长春光机所“四清”工作队追查1962年李明哲从长春光机所医务室领取的大量安眠药的去向，李明哲承认张荣是在他言语刺激下吞服苯巴比妥片自杀。经检讨后，李明哲回到上海。上海光机所“四清”工作队进一步追查。1966年4月22日，李明哲向工作队坦白称，他将大量安眠药偷倒进妻子张荣服用的中药汤剂中，导致张荣死亡。
1966年5月，上海市人民检察院派员到长春对张荣开棺验尸。上海市人民检察院法医室从张荣脑部发现了致死剂量的苯巴比妥。1966年8月，李明哲被批准逮捕。但文革的混乱导致该案迟迟未结案。1975年，上海市中级人民法院才在上海光机所召开宣判大会，认定李明哲谋杀妻子张荣，判处李明哲死刑，缓期二年执行。数年后，李明哲被减为有期徒刑15年。1981年，获准保外就医。
1966年4月下旬在招供不久，李明哲便翻供。1975年判决后，李明哲向上级部门申诉。文革结束后，李明哲扮成政治运动的受害者，博取同情。他写的“千古奇冤血泪书”送达胡耀邦、彭真等党和国家领导人处，胡耀邦、彭真都亲自批示复查。上海市高级人民法院经过三次复查，1987年5月再度开棺验尸，澄清了该案疑点，驳回了李明哲的申诉。此后李明哲未再申诉。
2012年，领导该案后期复查工作的原上海市高级人民法院院长顾念祖口述，作家沈国凡采写的纪实文学《开棺谜案——一桩历时二十五年的刑事审判》出版。

## 延伸阅读
- 顾念祖 口述，沈国凡 采写：《开棺谜案——一桩历时二十五年的刑事审判》，海天出版社，2012年